# Rhinodoras
Rhinodoras es un género de peces de agua dulce de la familia Doradidae en el orden Siluriformes. Sus 5 especies habitan en aguas cálidas y templado-cálidas del centro y norte de América del Sur, y son denominadas comúnmente armados amarillos, armados blancos o marietas. La mayor longitud que alcanza ronda los 50 cm.

## Distribución
Este género se encuentra en ríos de aguas tropicales y subtropicales del norte y centro de América del Sur, desde la cuenca del lago Maracaibo, cuenca del Amazonas, la cuenca del Orinoco, y los drenajes atlánticos de las Guayanas, hasta Bolivia el Paraguay, el Uruguay y el nordeste de la Argentina en la cuenca del Plata, en los ríos Paraguay, Paraná y Uruguay, llegando por el sur hasta el tramo superior del Río de la Plata.

## Taxonomía
Este género fue descrito originalmente en el año 1862 por el ictiólogo holandés Pieter Bleeker.
Especies
Este género se subdivide en 5 especies:
- Rhinodoras armbrusteri Sabaj Pérez, 2008
- Rhinodoras boehlkei Glodek, Whitmire & Orcés-V., 1976
- Rhinodoras dorbignyi (Kner, 1855)
- Rhinodoras gallagheri Sabaj Pérez, Taphorn & Castillo G., 2008
- Rhinodoras thomersoni Taphorn & Lilyestrom, 1984